# برنارد بول
برنارد بول (بالألمانية: Bernhard Boll)‏ (و. 1756 – 1836 م) هو كاهن كاثوليكي ألماني، ولد في شتوتغارت، توفي في فرايبورغ، عن عمر يناهز 80 عاماً.

## مناصب
تولى منصب مطران كاثوليكي ‏ (منذ 21 أكتوبر 1827)
.